# 圣迪济耶区
圣迪济耶区（法語：arrondissement de Saint-Dizier）是法国上马恩省所辖的一个区。总面积1571.4平方公里，总人口67739，人口密度43人/平方公里（2018年）。主要城镇为圣迪济耶。

## 辖区
圣迪济耶区辖有111个市镇。